# Linaria aeruginea
Linaria aeruginea é uma espécie de planta com flor pertencente à família Scrophulariaceae. 
A autoridade científica da espécie é (Gouan) Cav., tendo sido publicada em Elench. Pl. Horti Matr. 21 (1803).

## Portugal
Trata-se de uma espécie presente no território português, nomeadamente os seguintes táxones infraespecíficos:
- Linaria aeruginea subsp. aeruginea - presente em Portugal Continental. Em termos de naturalidade é endémica da Península Ibérica. Não se encontra protegida por legislação portuguesa ou da Comunidade Europeia.